# Muzeum starých strojů a technologií
Muzeum starých strojů a technologií (anglicky: Museum of Old Machines and Technologies) je technické muzeum nacházející se v areálu bývalé textilní továrny Vonwiller (česky: Vonwillerova továrna) ve městě Žamberk na severu České republiky.

## Budovy a areál: Továrna Vonwiller
Areál, tehdy nacházející se v České království v rámci Rakouského císařství, byl od roku 1838 využíván jako jedno z mnoha výrobních míst podnikatelské rodiny Vonwillerů (Vonwiller a spol.), kteří pocházeli ze Švýcarska. Umožnil to tehdejší majitel panství John Parish von Senftenberg, který vyhlásil soutěž na zřízení továrny na výrobu vlněných výrobků. Vítězem se stal Nikolaus Vonwiller, který získal právo zdarma využívat vodní energii řeky Divoká Orlice a také bezúročnou půjčku ve výši 100 000 zlatých. Vonwiller zde nejprve provozoval továrnu na zpracování ovčí vlny, přičemž přádelna byla poháněna vodní energií.

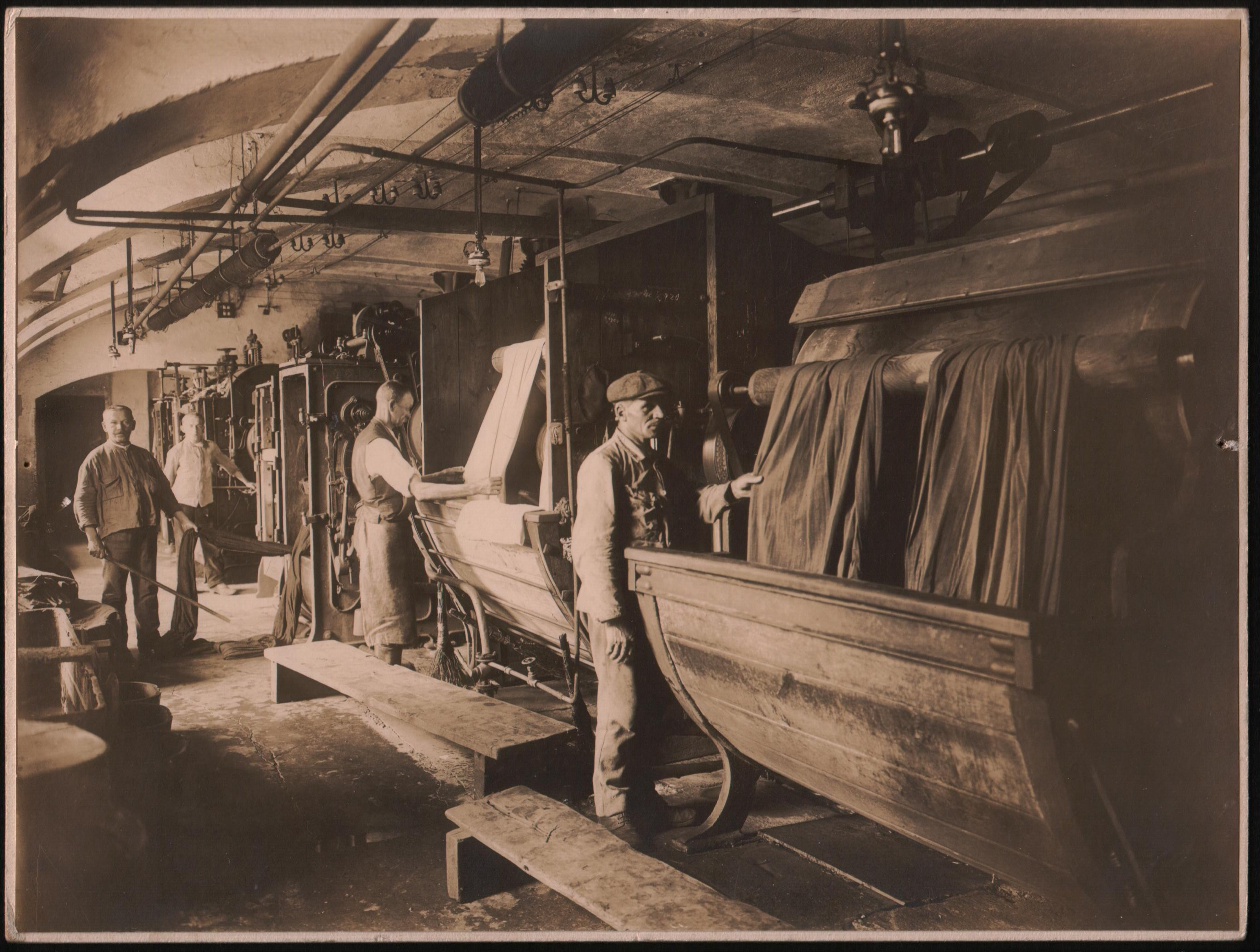
Textilní výroba ve Vonwillerově továrně v roce 1915

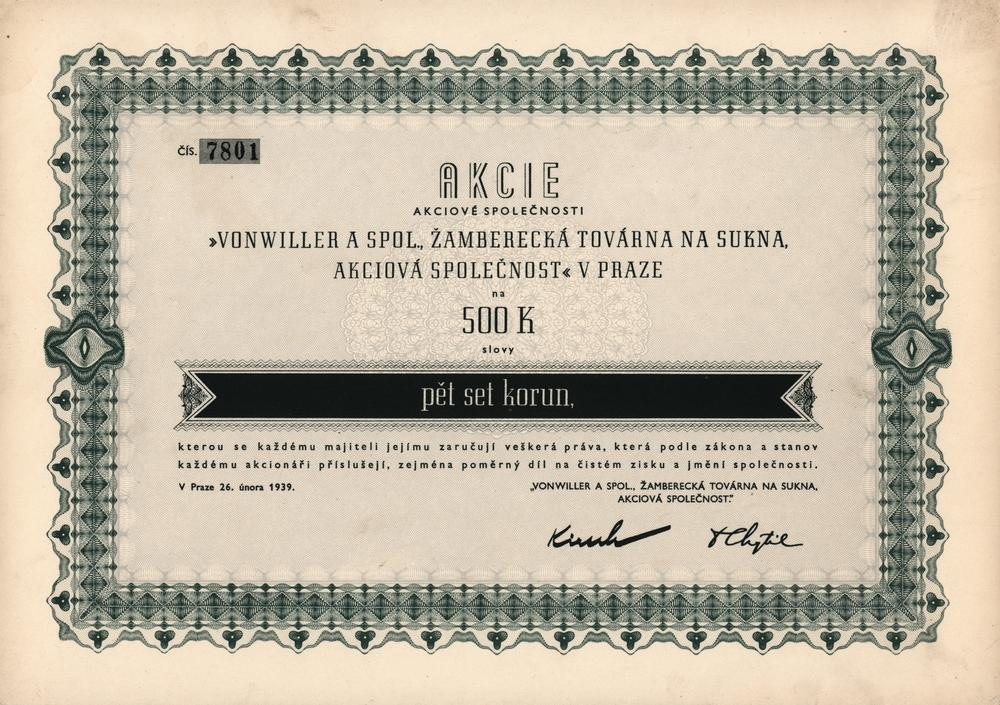
Akcie firmy Vonwiller a spol, Praha, 1939

Firma byla později přeměněna na akciovou společnost a jako taková existovala od roku 1918 v Československu a později v období Protektorátu Čechy a Morava. Po druhé světové válce a obnovení Československa byla znárodněna.
Po několika změnách vlastníků byla textilní výroba ukončena v roce 2006. Posledním provozovatelem byla společnost Royan, a.s. se sídlem v Pardubicích. Nápis „ROYAN“ na hlavní budově dosud připomíná posledního průmyslového provozovatele.
-> Textilní průmysl v českých zemích

## Zaměření a sbírky
Muzeum bylo oficiálně otevřeno v roce 2023 po rozsáhlých přípravách, i když již v předchozích letech probíhaly speciální akce pro veřejnost.
Hlavní část sbírky tvoří historické stroje. Zvláštní pozornost zasluhují původně zachovalé stroje na textilní výrobu, ale i stacionární a mobilní parní stroje. Podle vlastních údajů má muzeum největší sbírku parních strojů v České republice.
V oblasti vozidel se sbírka zaměřuje na parní pohon, ale sbírána jsou i silniční vozidla se spalovacími motory.
V oblasti silniční dopravy jsou vystaveny například parní silniční lokomotivy nebo nákladní automobily. Jeden exemplář byl vyroben na základě licence britské firmy Sentinel firmou Škoda.
V oblasti železniční dopravy se sbírka soustředí především na úzkorozchodné a průmyslové parní lokomotivy s odkazem na rakousko-uherskou, československou a německou železniční historii. Mnohé z těchto strojů byly obnoveny do provozuschopného stavu.

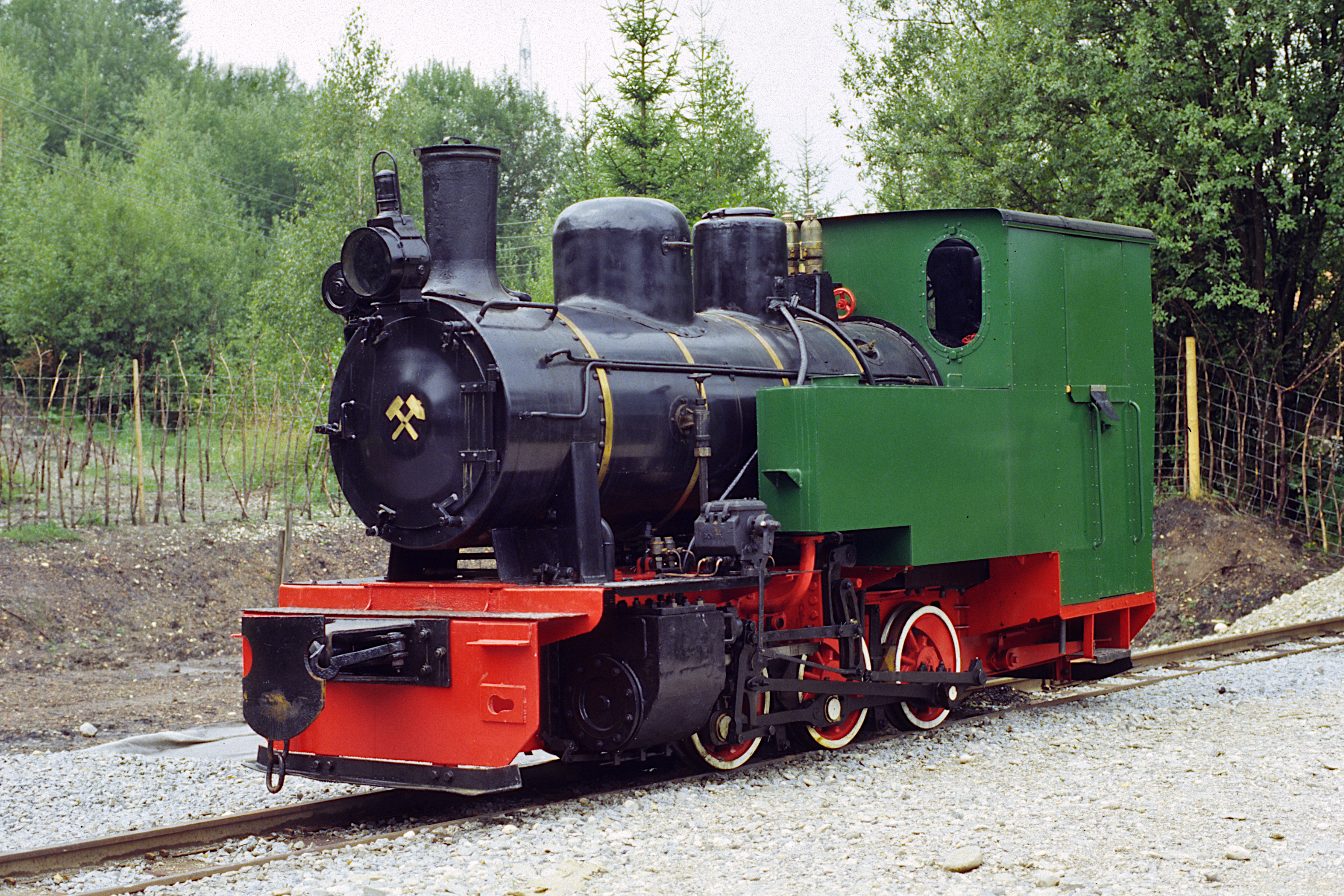
Tato původně polská lesní lokomotiva Fablok typ Las přišla do muzea z Rakouska, ale nyní se nachází v Polsku

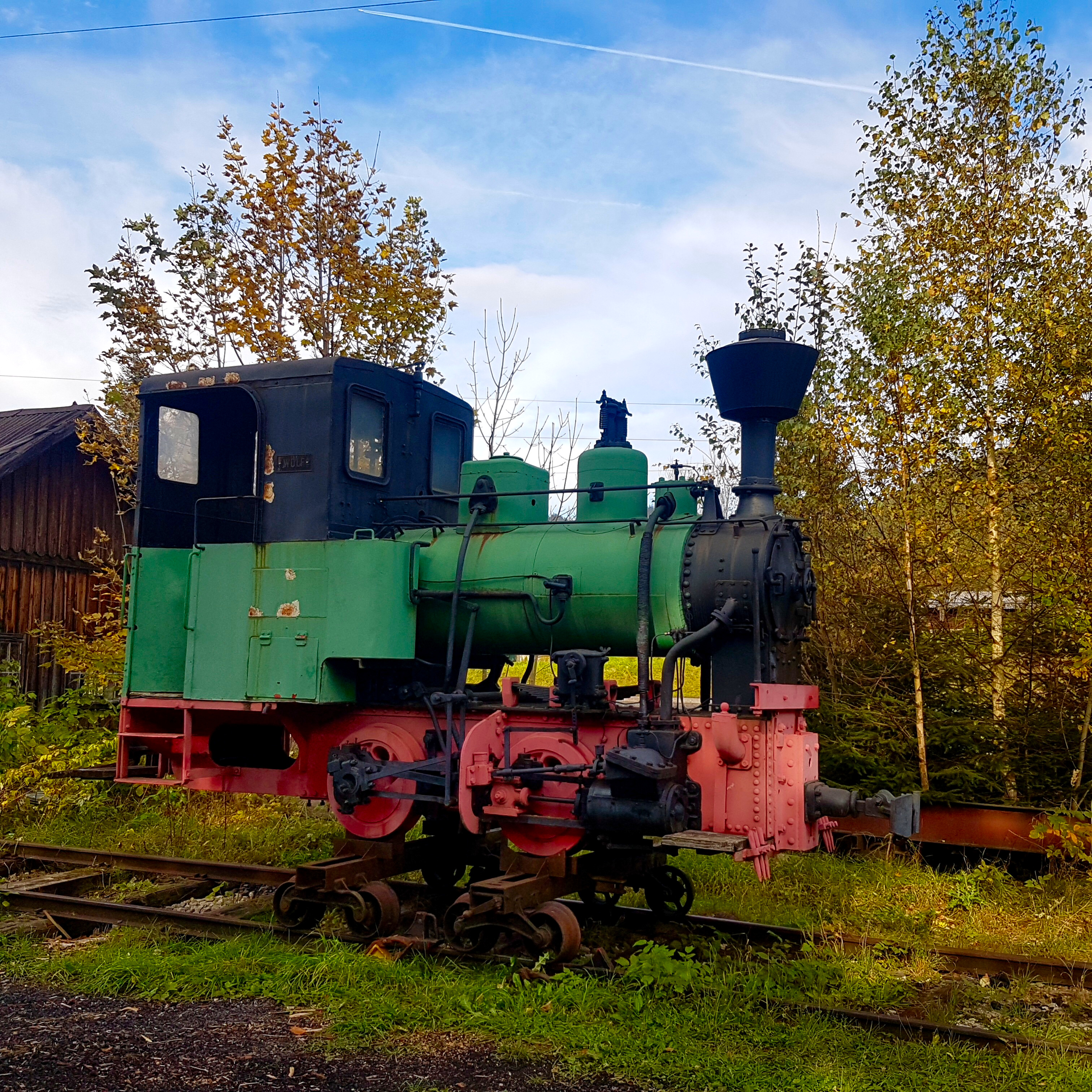
Lokomotiva Wolf pochází z Rakouska. Od roku 2025 je opět provozuschopná

## Dílny

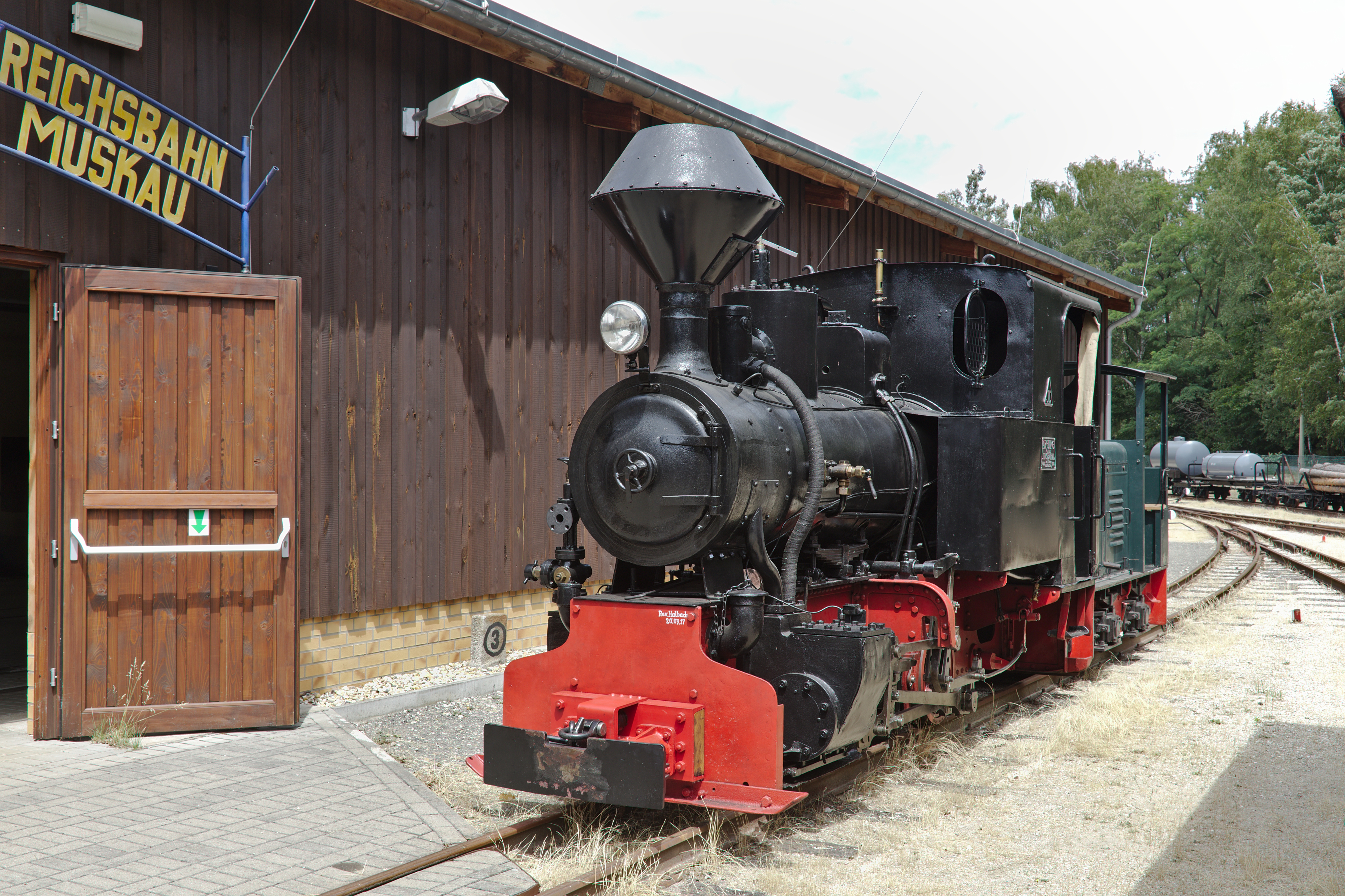
Tato lokomotiva typu Jung Hilax byla renovována v dílně muzea

Muzejní dílna ve spolupráci se společností 1. Kolínská Lokomotivní s.r.o. (První kolínská lokomotivní společnost pro opravu a výrobu parních lokomotiv) nejen obnovuje vlastní parní lokomotivy, ale provádí i zakázky pro třetí strany. Známou se stala například renovace lokomotivy typu Jung HILAX pro Waldeisenbahn Muskau (Lesní železnice Muskau).
Renovována byla i vozidla normálního rozchodu, například rychlíkový vůz AB4u 2668 nebo vůz řady Ca „Panceřák“ z let 1930–1932.
Z významných realizovaných zakázek lze uvést:
- rekonstrukci parního stroje Ruston & Comp z roku 1887 pro Parní mlýn v Telč
- renovaci mincovního lisu firmy Vulkan Wien
- historické vědrové čerpadlo typu Zentour od firmy Umrath Praha-Bubny z poloviny 19. století.

## Předváděcí trať

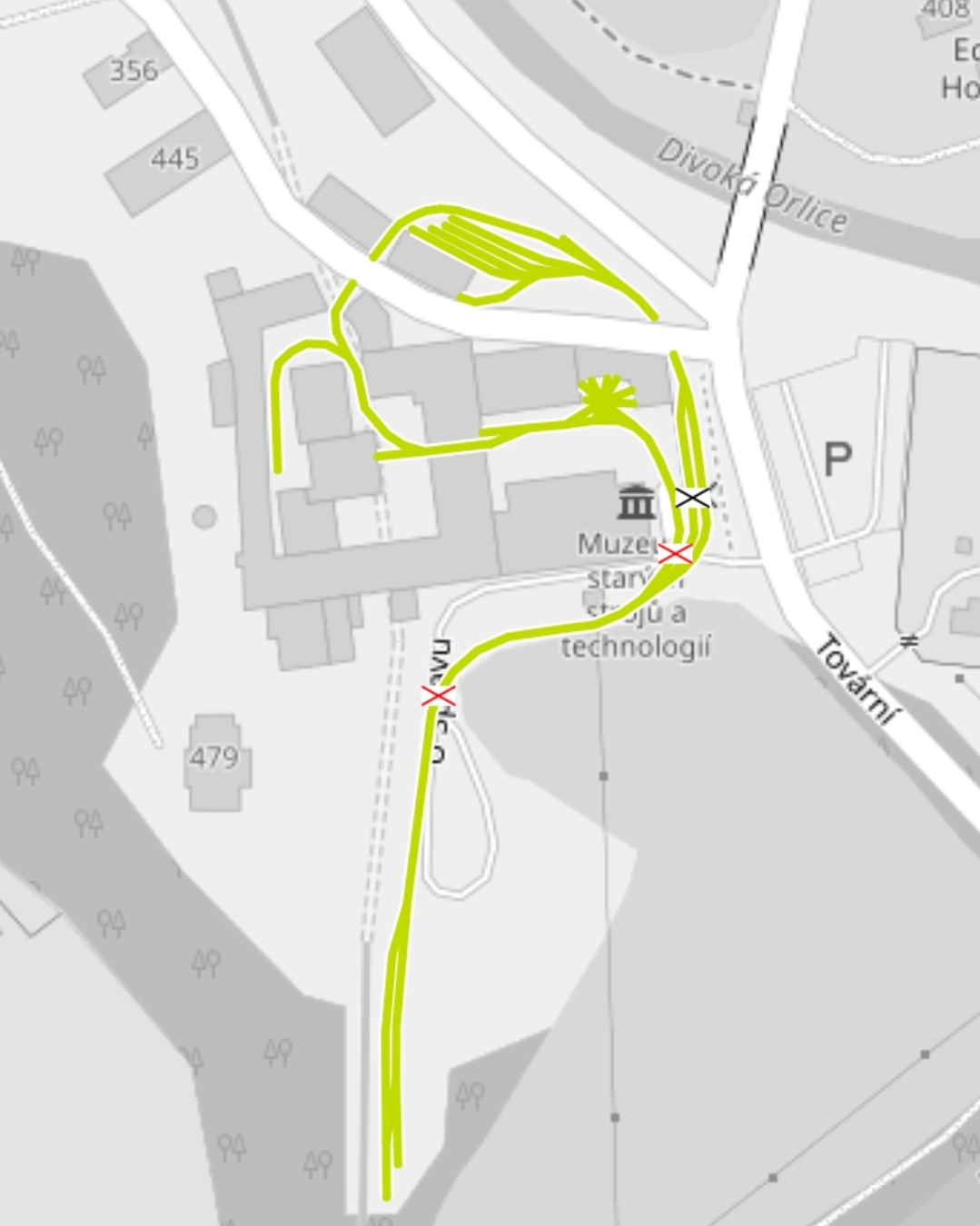
Předváděcí trať muzea

Pro demonstraci provozuschopných parních lokomotiv slouží několik set metrů dlouhá trať, která prochází jak areálem továrny, tak i venkovními prostory. V některých úsecích je trať vybudována jako dvoukolejná s rozchodem 600 mm a 760 mm. V areálu je instalována točna s několika stáními, podobně jako rotunda.

## Kulturní centrum a místo pro akce
Areál muzea a historického továrního komplexu slouží také jako kulturní centrum pro pořádání různých akcí – například koncerty českých umělců jako Anna K. nebo David Koller se zde již konaly. Části areálu se rovněž pronajímají jako místo konání akcí, například pro svatby. Muzeum nabízí rovněž pronájem některých exponátů včetně obsluhy pro externí akce.

## Spolupráce
Pod záštitou Euroregionu Glacensis získalo muzeum opakovaně finanční prostředky z fondu mikroprojektů. Existují také spolupráce s dalšími institucemi v rámci euroregionu.

## Galerie

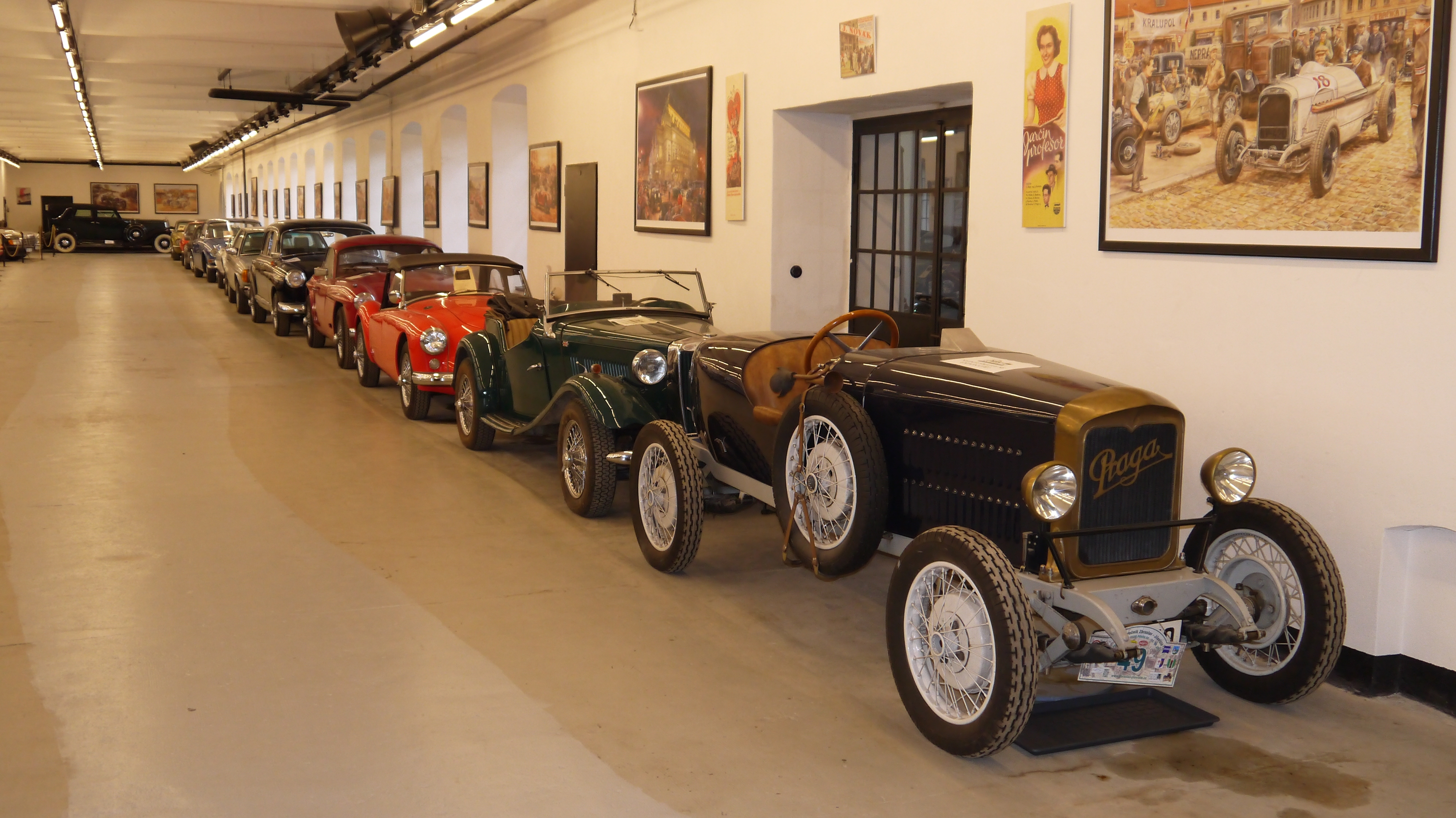
Sbírka motorových vozidel
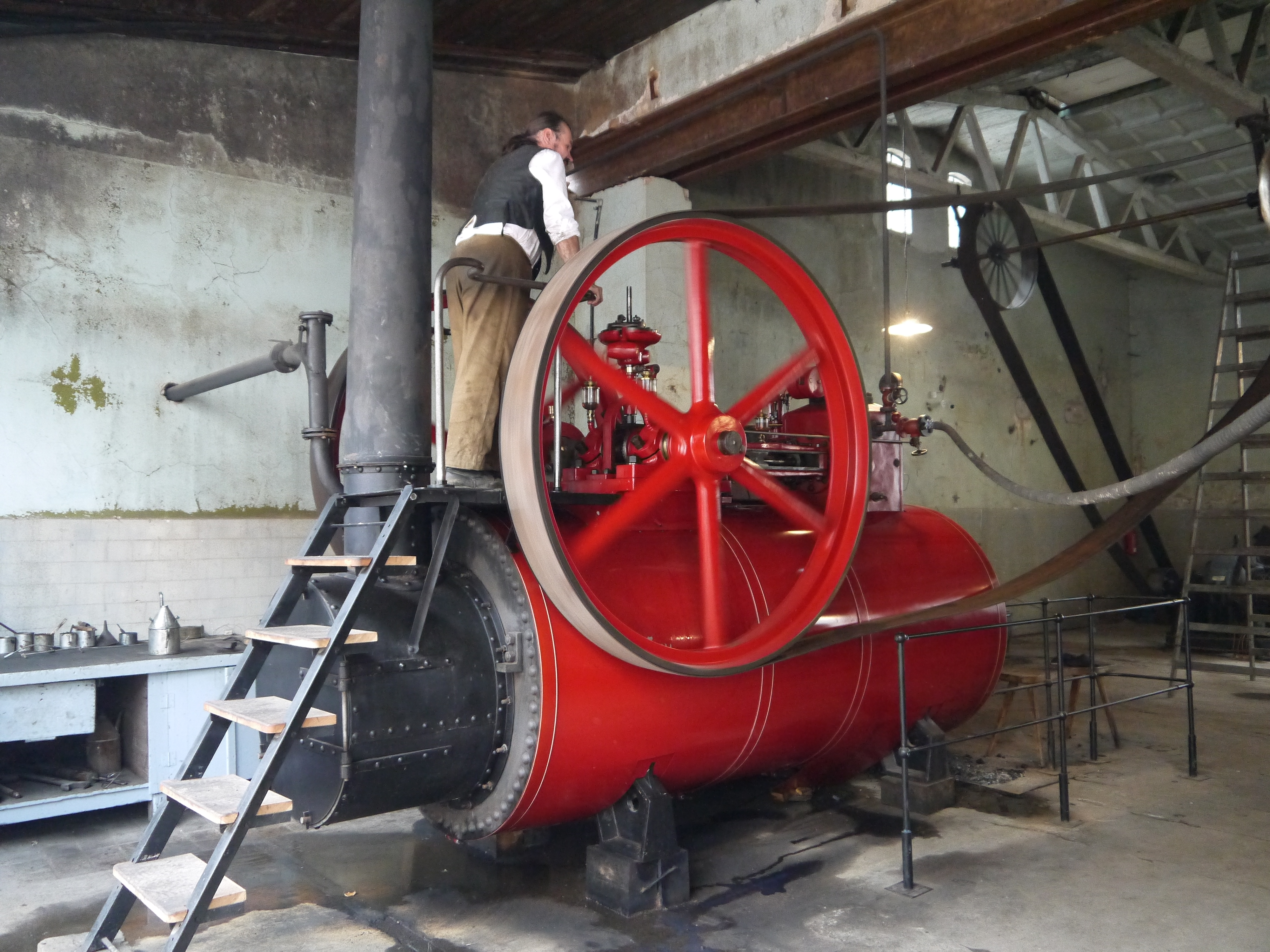
Parní stroj
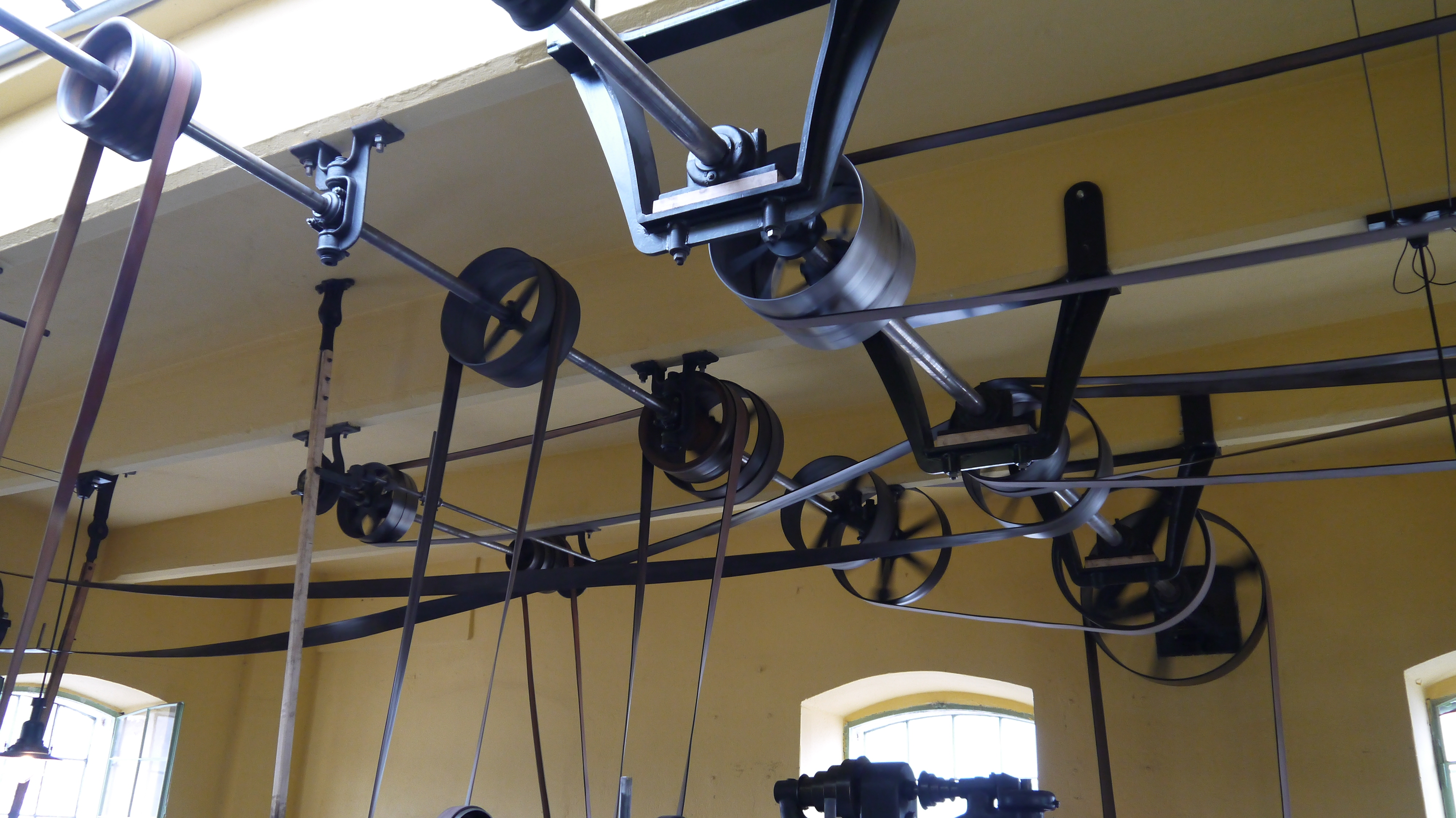
Systémy přenosu energie
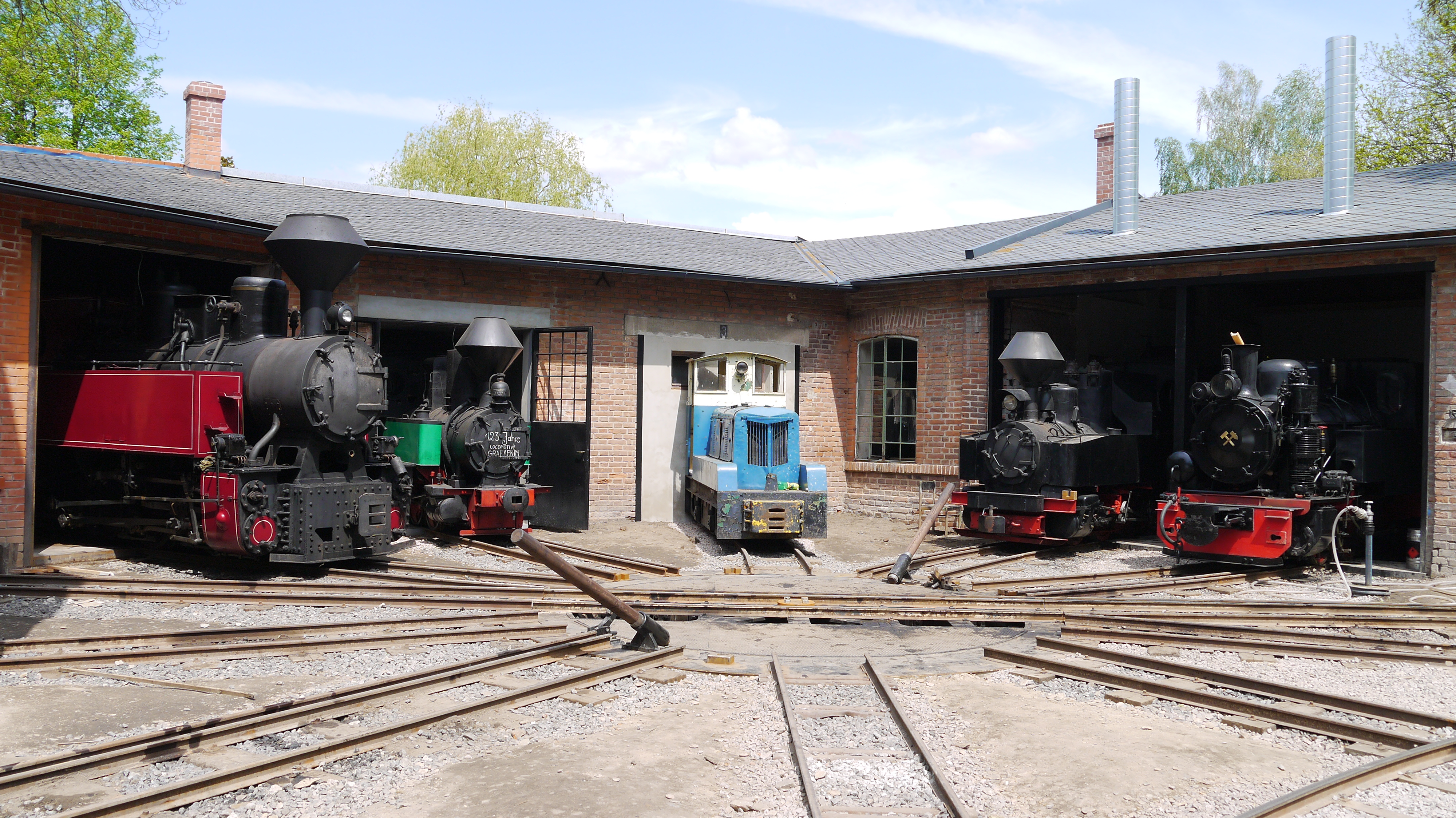
Točna s lokomotivami
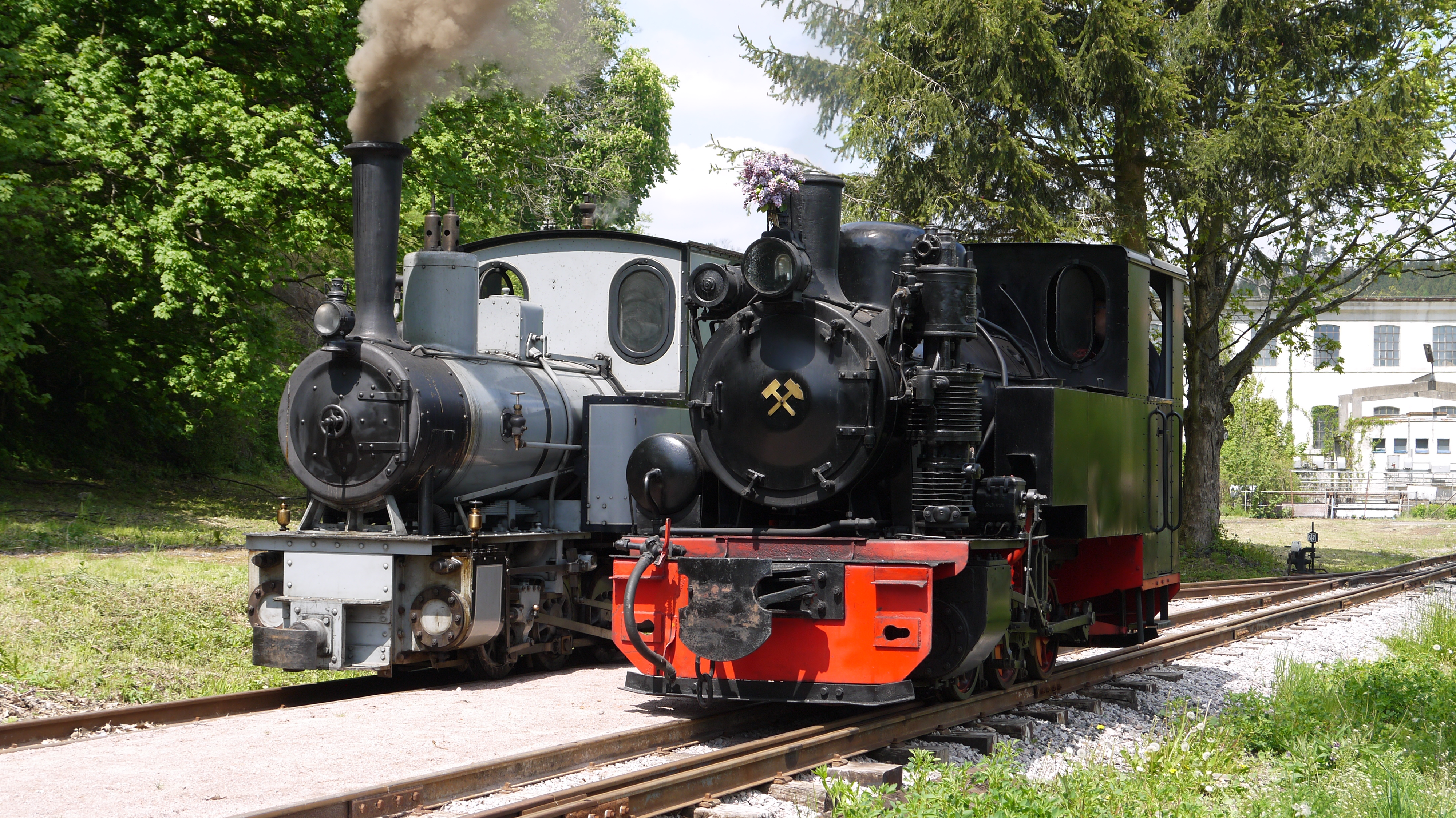
Parní lokomotivy